# Guadramiro (kommun)
Guadramiro är en kommun i Spanien.   Den ligger i provinsen Provincia de Salamanca och regionen Kastilien och Leon, i den nordvästra delen av landet, 240 km väster om huvudstaden Madrid. Antalet invånare är 165.